# Fuga in Egitto (Carpaccio)
La Fuga in Egitto è un dipinto tempera su tavola (73x111 cm) di Vittore Carpaccio, databile al 1500-1510 circa e conservato nella National Gallery of Art di Washington.

## Storia
Non si conoscono le circostanze della commissione né la collocazione originaria dell'opera. Nel XIX secolo era nelle collezioni berlinesi di Edward Solly e nel 1821 fu acquistata per il Königliche Museen. Dal 1904 al 1924 venne esposta nel Kaiser-Friedrich-Museum, per essere poi venduta. Dopo alcuni passaggi fu comprata da Otto H. Kahn a New York, che la vendette nel 1937 all'A.W. Mellon Educational and Charitable Trust, da cui lo stesso anno fu donata al museo.
La datazione è incerta e viene collocata ai primi anni del Cinquecento. Alcuni ipotizzano che sia leggermente più tarda, dipinta verso il 1510.

## Descrizione e stile
La Madonna, avvolta in uno straordinario mantello damascato d'oro e blu, regge il Bambino in grembo mentre sopra una mula, tirata da San Giuseppe, si allontana dalla Palestina, dove il re Erode aveva ordinato la strage degli innocenti, cercando rifugio in Egitto. I personaggi trascorrono nell'idilliaca veduta del paesaggio, integrandovisi perfettamente grazie agli effetti atmosferici di luce e colore, che proprio in quegli anni raggiungevano un vertice nella produzione di Giovanni Bellini. Rispetto al collega, Carpaccio mantenne comunque una linea più netta e meno sfumata, di sapore più arcaico, nelle figure umane, mentre il cielo presenta quella morbidezza tonale che denuncia un attento studio dal vero.
Rara è la presenza di questo soggetto iconografico, di gusto prettamente narrativo, in un dipinto indipendente, mentre si trova frequentemente nelle tavolette di predella (ma non è questo il caso per le dimensioni troppo grandi). Sarebbe anche inconsueto l'uso come opera per la devozione privata, dove erano preferite le immagini di carattere più meditativo. Alcuni hanno ipotizzato allora che il dipinto potesse essere destinato a una delle numerose confraternite veneziane dell'epoca.